# Erythrogymnotheca paucispora
Erythrogymnotheca paucispora är en svampart som beskrevs av Yaguchi, Someya & Udagawa 1994. Erythrogymnotheca paucispora ingår i släktet Erythrogymnotheca och familjen Trichocomaceae.   Inga underarter finns listade i Catalogue of Life.